# 마이크 코플란
마이크 코플란(Mike Coughlan, 1959년 2월 17일 ~ )은 맥클라렌 레이싱의 수석 디자이너이다. 그러나, 맥클라렌과 페라리 팀에 관련된 스파이 사건에 연루되어 현재는 정직 상태에 놓여 있다.
1981년 런던 브루넬 대학교에서 기계 공학 학위를 받았다. 모터스포츠 계에서 마이크의 첫 번째 일자리는 레이싱 카 제조사인 티가였다. 5년 뒤에 그는 로터스로 자리를 옮겼으며, 타입 95는 그가 처음으로 관여한 차량이었다.
1990년 마이크는 설계실장으로 임명되면서 베네통 포뮬러 1 팀에 합류하였다. 1년 뒤에, 마이크는 티렐에서 일을 시작했으며 레이스 엔지니어 임무를 맡았다. 그의 다음 자리는 영국 서레이에 있는 페라리 설계 및 개발(FDD)에 합류하는 것이었다. 1998년에 마이크는 애로우즈 포뮬러 1 팀으로 옮겨졌다. 그의 첫 임무는 수석 디자이너였고 2000년에 마이크는 기술 감독으로 승진했다.
2002년 8월에, 마이크는 맥클라렌 레이싱의 수석 디자이너로 합류했으며, 설계 팀의 운영을 책임지고 있다.
2007년 6월에 마이크는 페라리 팀의 전 미케닉인 나이젤 스텝니로부터 780 페이지 분량의 페라리 기밀 문서를 제공 받아 가지고 있었다는 혐의로 페라리에 고소 당했으며, 맥클라렌 팀은 이 사실을 확인하고 마이크를 정직 처분했다. 이 사건이 발단이 되어, 맥클라렌은 2007년 포뮬러 1 컨스트럭터 챔피언십 포인트를 몰수 당하고 모터스포츠 역사상 최고 액수인 1억 달러 벌금 처분도 함께 받았다.